# Мартенвиль
Мартенви́ль (фр. Martainville) — коммуна во Франции, находится в регионе Нижняя Нормандия. Департамент коммуны — Кальвадос. Входит в состав кантона Тюри-Аркур. Округ коммуны — Кан.
Код INSEE коммуны — 14404.

## Население
Население коммуны на 2010 год составляло 96 человек.
| 1962 | 1968 | 1975 | 1982 | 1990 | 1999 | 2010 |
| ---- | ---- | ---- | ---- | ---- | ---- | ---- |
| 106  | 94   | 89   | 78   | 96   | 96   | 96   |

## Экономика
В 2010 году среди 65 человек трудоспособного возраста (15—64 лет) 53 были экономически активными, 12 — неактивными (показатель активности — 81,5 %, в 1999 году было 67,2 %). Из 53 активных жителей работали 51 человек (28 мужчин и 23 женщины), безработных было 2 (2 мужчин и 0 женщин). Среди 12 неактивных 5 человек были учениками или студентами, 4 — пенсионерами, 3 были неактивными по другим причинам.